# Мішкин-Йоль (річка)
Мі́шкин-Йоль або Мі́шкин-Єль (рос. Мишкин-Ёль, Мишкин-Ель) — річка в Республіці Комі, Росія, ліва притока річки Велика Ляга, правої притоки річки Печора. Протікає територією Троїцько-Печорського району.
Річка протікає на північний захід, південний захід та південь. По правому березі простяглось болото Мішкин-Нюр.
На лівому березі середньої течії розташоване селище Мішкин-Йоль.